# Diamantō Manōlakou
Diamantō Emmanouīl Manōlakou (in greco Διαμάντω Εμμανουήλ Μανωλάκου?; Il Pireo, 1º marzo 1959) è una politica greca, membro del Parlamento Ellenico e del Partito Comunista di Grecia.

## Biografia
Dal 1992 è membro del Comitato Centrale del Partito Comunista.
Dal 2004 al 2008 è stata eurodeputato, sostituita infine da Kōnstantinos Droutsas.
Dal 2007 è deputato, essendo stata confermata dalle successive elezioni.